# Bowhill House

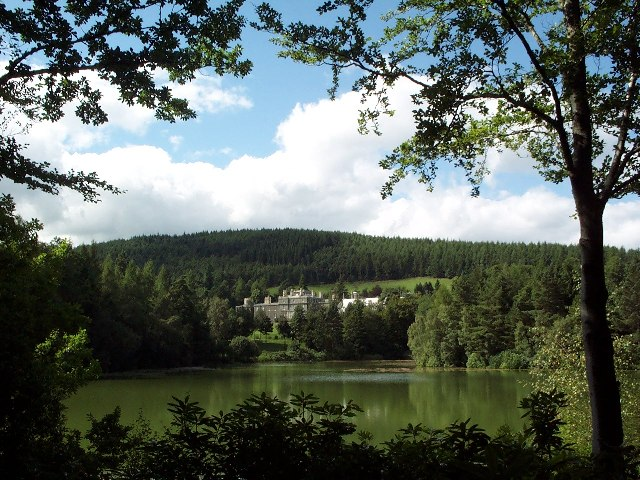
Vista geral de Bowhill House.

Bowhill House é a residência do Duque e da Duquesa de Buccleuch, localizada a três milhas de Selkirk, Escócia, na histórica floresta de Ettrick. 
A presente mansão remonta a 1812 e foi construída por William Atkinson (1773-1839), William Burn (1789-1870) e David Bryce (1803-1876).
Sir Walter Scott chamou-a de Sweet Bowhill no seu poema narrativo The Lay of the Last Minstrel.
Ao lado do Castelo de Drumlanrig e do Palácio de Dalkeith, Bowhill House contém uma parte significante da colecção de arte dos Buccleuch; com trabalhos de Canaletto, Guardi, Claude, Ruysdael, Gainsborough, Raeburn, Reynolds, Van Dyck e Wilkie. Também possui mobílias francesas, porcelana de Sèvres e Meisson, tapeçarias e pratarias.